# Île Maabounghi
L’île Maabounghi est un îlot de Nouvelle-Calédonie appartenant administrativement à Poum.